# Línea 4 (Urbanos de Móstoles)
La línea 4 de la red de autobuses urbanos de Móstoles une Móstoles Sur con el Hospital Rey Juan Carlos.

## Características
La línea no mantiene los mismos horarios todo el año, desde el 16 de julio al 31 de agosto se reducen el número de expediciones los días laborables entre semana (sábados laborables, domingos y festivos tienen los mismos horarios todo el año), además de los días excepcionales vísperas de festivo y festivos de Navidad en los que los horarios también cambian y se reducen.
Está operada por Arriva Madrid mediante la concesión administrativa VCM-501 - Madrid – Batres (Viajeros Comunidad de Madrid) del Consorcio Regional de Transportes de Madrid.

## Horarios
| Lunes a viernes laborables (1 sept. - 15 julio)   |
| De 06:05 a 22:31 cada 26-27 minutos               |
| Lunes a viernes laborables (16 julio - 31 agosto) |
| De 06:15 a 22:55 cada 40 minutos                  |
| Sábados laborables, domingos y festivos           |
| De 06:45 a 22:45 cada 40 minutos                  |

| Lunes a viernes laborables (1 sept. - 15 julio)   |
| De 06:45 a 23:11 cada 26-27 minutos               |
| Lunes a viernes laborables (16 julio - 31 agosto) |
| De 06:55 a 23:35 cada 40 minutos                  |
| Sábados laborables, domingos y festivos           |
| De 07:25 a 23:25 cada 40 minutos                  |

## Recorrido y paradas

### Sentido Hospital Rey Juan Carlos
| Código | Parada                                     | Común con                            | Conexiones con Metro y Cercanías |
| ------ | ------------------------------------------ | ------------------------------------ | -------------------------------- |
| 20046  | Av. Vía Láctea - Géminis                   | 524 525                              |                                  |
| 20044  | Av. Vía Láctea - Sagitario                 | 524 525                              |                                  |
| 20042  | Av. Vía Láctea - Acuario                   | 524 525                              |                                  |
| 20798  | C.º Humanes - Av. ONU                      | 524 525                              |                                  |
| 20040  | Av. Osa Menor - Av. ONU                    | 524                                  |                                  |
| 20038  | Av. Osa Menor - Est. Manuela Malasaña      | 524                                  | Manuela Malasaña                 |
| 21219  | Av. Carlos V - Hércules                    |                                      |                                  |
| 11272  | C.º de Humanes - Alfonso XII               | 523                                  |                                  |
| 08589  | Veracruz - Alfonso XII                     | 1                                    |                                  |
| 18669  | Av. Felipe II - Simón Hernández            |                                      |                                  |
| 18537  | Av. Felipe II - Empecinado                 |                                      |                                  |
| 18538  | Av. Felipe II - Camino de Leganés          |                                      |                                  |
| 18539  | Libertad - Barcelona                       |                                      |                                  |
| 15625  | Libertad - Ávila                           | 520                                  |                                  |
| 08987  | Av. Portugal - Severo Ochoa                | 1 520 521 526 529 529A 529H 531 531A |                                  |
| 18842  | Fátima - Echegaray                         |                                      | Móstoles Central                 |
| 18843  | Juan Ramón Jiménez - Severo Ochoa          |                                      |                                  |
| 11267  | Av. Alcalde de Móstoles - Pintor Velázquez | 523 529 529A 529H 531 531A           |                                  |
| 11884  | Margarita - Av. Alcalde de Móstoles        | 523 529 529A 531 531A                |                                  |
| 11265  | Margarita - Gta. Los Jazmines              | 523 529 529A 531 531A                |                                  |
| 08742  | Tulipán - Gta. Los Jazmines                | 522 529 529A 531 531A                |                                  |
| 18853  | Hospital Rey Juan Carlos                   | 529 529A 529H 531 531A 551           |                                  |

### Sentido Móstoles Sur
| Código | Parada                                     | Común con                      | Conexiones con Metro y Cercanías |
| ------ | ------------------------------------------ | ------------------------------ | -------------------------------- |
| 18853  | Hospital Rey Juan Carlos                   | 529 529A 529H 531 531A 551     |                                  |
| 21171  | Orquídea - Gladiolo                        | 529 529A 529H 531 531A         |                                  |
| 11885  | Margarita - Crisantemo                     | 521 523 529 529A 531 531A      |                                  |
| 11266  | Av. Alcalde de Móstoles - Pintor Velázquez | 521 523 529 529A 529H 531 531A |                                  |
| 18844  | Juan Ramón Jiménez - Severo Ochoa          |                                |                                  |
| 18148  | Echegaray - P.º de Goya                    | 1                              |                                  |
| 08605  | Av. Portugal - Est. Móstoles Central       | 1 526 527                      | Móstoles Central                 |
| 08552  | Baleares - Badajoz                         | 1 520 521                      |                                  |
| 08553  | Baleares - Ávila                           | 1                              |                                  |
| 09712  | Baleares - Barcelona                       | 1 520 521                      |                                  |
| 12703  | Baleares - C.º de Leganés                  | 520 521                        |                                  |
| 18536  | Empecinado - Av. Felipe II                 |                                |                                  |
| 18668  | Av. Felipe II - Simón Hernández            |                                |                                  |
| 08587  | Veracruz - Alfonso XII                     | 1                              |                                  |
| 11273  | C.º de Humanes - Alfonso XII               | 523                            |                                  |
| 21218  | Av. Carlos V - Hospital                    |                                |                                  |
| 20037  | Av. Osa Menor - Est. Manuela Malasaña      | 524                            | Manuela Malasaña                 |
| 20039  | Av. Osa Menor - Av. ONU                    | 524                            |                                  |
| 20799  | C.º Humanes - Av. ONU                      | 524 525                        |                                  |
| 20041  | Av. Vía Láctea - Acuario                   | 524 525                        |                                  |
| 20043  | Av. Vía Láctea - Sagitario                 | 524 525                        |                                  |
| 20045  | Av. Vía Láctea - Géminis                   | 524 525                        |                                  |